# Strandpiraten
Strandpiraten (Originaltitel: The Beachcombers dt. Die Strandläufer) ist eine kanadische Fernsehserie, die von 1972 bis 1990 in Kanada lief und bis heute die am längsten laufende für das kanadische Fernsehen produzierte Fernsehserie ist. Insgesamt wurden in Kanada 387 Folgen produziert, von denen 91 in Deutschland synchronisiert und seit 1976 im ZDF und in den Dritten Programmen ausgestrahlt wurden.

## Serienüberblick
Die Serie beschreibt das Leben von Nick Adonidas, eines griechisch-kanadischen Baumstammsammlers in British Columbia, dessen Job es ist, die Küste nordwestlich von Vancouver entlangzufahren, um Baumstämme aufzuspüren, die aus den Flößen weggebrochen sind. Dafür erhält er eine Belohnung. Sein Hauptkonkurrent in diesem Geschäft ist Relic, ein etwas schmieriger Typ, der gelegentlich große Strecken zurücklegt, um Nicks Geschäfte zu durchkreuzen und ihm Baumstämme zu stehlen. Die Serie konzentriert sich auch auf die ihn unterstützenden Leute aus Nicks Heimatstadt Gibsons, die sich oft in dem Café Molly’s Reach aufhalten, das von Molly betrieben wird, einer Mutterfigur für praktisch alle Darsteller der Serie einschließlich Relic.
Während der Serie wurden die Geschichten immer komplexer, weil sich die Rollen der Darsteller weiterentwickelten. Viele Folgen konzentrierten sich auf Nicks griechische Herkunft.
Der Titel der Serie wurde in der letzten Staffel zu Beachcombers verkürzt, wobei CBC erklärte, dass es die Absicht war, der alternden Show einen frischen neuen Look zu geben. Sich wiederholende Etatkürzungen beim staatlich unterstützten CBC führten jedoch dazu, dass die Serie – obwohl sie immer noch in Kanada beliebt war und die Serie ins Ausland weiterverkauft worden war – abgesetzt wurde. 
Die Fernsehserie bot einen Einblick in Kanadas multikulturelle Bevölkerungsstruktur. Nick Adonidas war Grieche, und Relic war walisischer Abstammung. Weitere Hauptfiguren waren Nicks indianischer Geschäftspartner und Freund Jesse Jim und RCMP Constable John Constable.
Davies und John waren die einzigen ursprünglichen Darsteller, die in dem  späteren Fernsehfilm The New Beachcombers, der 2002 produziert wurde, mitwirkten. Er sollte als Pilotfilm zur geplanten Wiederbelebung der Serie dienen, was aber fehlschlug. Zu diesem Zeitpunkt waren Gerussi, Clothier und Brown bereits verstorben. Ein weiterer Fernsehfilm, A Beachcomber’s Christmas, wurde ebenfalls produziert. Auch diesmal schlug der Versuch zur Wiederbelebung der Serie fehl.

## Filmdrehorte

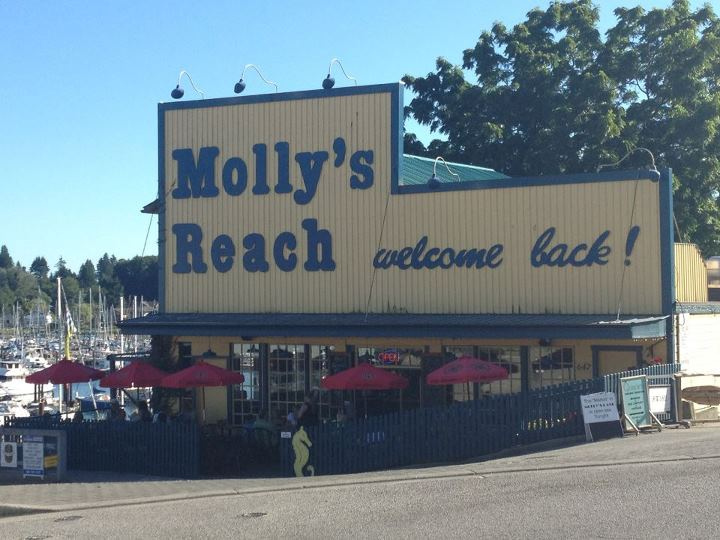
Molly’s Reach

Die Fernsehserie wurde an Örtlichkeiten in Gibsons und der umliegenden Gegend gefilmt. Das Café, das in der Serie vorkam, Molly’s Reach, besteht heute noch und ist eine örtliche Attraktion. Ironischerweise wurde Molly’s Reach erst nach Ende der Serie ein Café. Es war eine Filmkulisse und kein Restaurant, während die Serie gedreht wurde, und nicht für die Öffentlichkeit zugänglich. Nachdem die Serie abgesetzt wurde, stand es eine Zeitlang leer, wobei seine Zukunft völlig ungewiss war. Schließlich wurden private Investitionen getätigt, um es in ein funktionierendes Restaurant umzuwandeln, das zum Kernstück von Lower Gibsons wurde.

## Internationale Ausstrahlungen
Die Serie wurde weltweit verkauft und war besonders in Großbritannien und im PBS der Vereinigten Staaten sehr beliebt. Sie wurde auch in Australien, Deutschland, Österreich, Neuseeland und Irland gezeigt.